# Reservoir (àlbum)
Reservoir és l'àlbum debut del grup londinenc d'indie folk Fanfarlo. L'àlbum es va gravar entre l'octubre i el novembre de 2008 en els estudis Tarquin de Bridgeport, (Connecticut, Estats Units) i va ser produït per Peter Katis. Inclou els singles "Fire Escape" i "Harold T. Wilkins, or How to Wait for a Very Long Time", els quals van ser llançats en anteriors EP. A partir de l'àlbum, es van llançar tres singles més ("Drowning Men", "The Walls Are Coming Down" i "I'm A Pilot") l'estiu del 2009.

## Caràtula
El cantant de la banda islandesa Sigur Rós, Jón Þór Birgisson, va recomanar a Lilja Birgisdottir, germana del fotògraf txec Jan Saudek, a l'hora de buscar una caràtula per la portada de l'àlbum. Fanfarlo va escollir una fotografia on hi sortia Sigurrós, la germana petita de Jón Þór Birgisson, i origen del nom de la banda Sigur Rós.

## Edició Limitada
En el Regne Unit es va llançar una edició limitada en una caixa vermella en un grup selecte de botigues de discos independents, la qual conté moltes il·lustracions i el disc lligat amb un cordill blanc i vermell.

## Llançament
La discogràfica Raffle Bat Records va llançar l'àlbum en el Regne Unit l'abril del 2009.
Als Estats Units es va llançar el 29 de setembre de 2009, per mitjà de la discogràfica Canvasback Records, filial d'Atlantic Records. La versió americana es distingeix per utilitzar una escala de grisos en la foto de la caràtula i per no dur inclòs un fulletó en el seu interior. Per publicitar l'àlbum als Estats Units, Atlantic Records va llançar el single "Harold T. Wilkins or How To Wait For A Very Long Time" el gener del 2010 i va finançar la creació d'un nou videoclip per la cançó.

## Llista de cançons
| Núm. | Títol                                                    | Durada |
| ---- | -------------------------------------------------------- | ------ |
| 1.   | «I'm A Pilot»                                            | 4:31   |
| 2.   | «Ghosts»                                                 | 4:18   |
| 3.   | «Luna»                                                   | 4:37   |
| 4.   | «Comets»                                                 | 5:44   |
| 5.   | «Fire Escape»                                            | 3:00   |
| 6.   | «The Walls Are Coming Down»                              | 4:15   |
| 7.   | «Drowning Men»                                           | 4:16   |
| 8.   | «If It Is Growing»                                       | 2:43   |
| 9.   | «Harold T. Wilkins, or How to Wait for a Very Long Time» | 4:02   |
| 10.  | «Finish Line»                                            | 3:40   |
| 11.  | «Good Morning Midnight»                                  | 1:26   |

| Núm. | Títol        | Durada |
| ---- | ------------ | ------ |
| 12.  | «Sand & Ice» | 4:18   |